# Ануфриев, Александр Сергеевич (футболист)
Александр Сергеевич Ануфриев (бел. Аляксандр Сяргеевіч Ануфрыеў; род. 21 июля 1995, Новый Двор, Минская область) — белорусский футболист, полузащитник футбольного клуба Слуцк-2024.

## Клубная карьера
Футболом начинал заниматься в минском СДЮШОР «Динамо», затем перебрался в состав БАТЭ. С 2012 года начал выступать за дублирующий состав в турнире дублёров. 18 июля 2015 года дебютировал за основную команду в первом матче 1/16 финала кубка страны с шкловским «Спартаком». Ануфриев вышел в стартовом составе и на 42-й минуте встречи забил единственный мяч своей команды.
5 августа 2015 года на правах аренды до конца сезона перешёл в клуб первой лиги — «Сморгонь». Дебютировал через четыре дня в гостевом матче с «Кобрином». 20 сентября во встрече с «Лидой» забил три мяча, чем помог своей команде победить со счётом 6:4. Всего в составе клуба он провёл 15 игр и забил 5 голов.
В начале марта 2016 года вместе с ещё рядом игроков перешёл на правах аренды в «Смолевичи», который выступал в Первой лиге. По окончании срока аренды и завершении контракта с БАТЭ, Ануфриев остался в команде, но в первой половине нового сезона принял участие только в пяти играх. В результате чего 31 июля 2016 года трудовое соглашение между командой и игроком было прекращено по соглашению сторон. Вторую половину сезона нападающий провёл в «Сморгони», проведя за команду 14 встреч.
В январе 2018 года проходил просмотр в «Славии-Мозырь», по результатам которого 7 февраля подписал с клубом контракт. Первую игру в составе новой команды провёл 7 апреля в рамках первого тура первой лиги с «Андердогом». 23 июня в игре с «Белшиной» открыл счёт голам, отличившись дважды, принеся своему клубу победу. По итогам сезона «Славии-Мозырь» заняла первое место в турнирной таблице и получила право на будущий сезон играть в высшей лиге, а Ануфриев провёл 28 игр, в которых забил 10 мячей. 31 марта 2019 года дебютировал в Чемпионате Белоруссии по футболу в гостевой игре с минским «Динамо», появившись на поле на 64-й минуте вместо украинца Редвана Мемешева. Начало следующего сезона был вынужден пропустить из-за травмы. Оправившись от неё, не смог вернуть себе место в основном составе и 11 июля по соглашению сторон покинул команду.
1 августа 2020 года пополнил состав «Минска». На следующий день дебютировал за клуб в чемпионате Белоруссии в игре с брестским «Рухом». Ануфриев вышел на поле на 74-й минуте вместо Ярослав Яроцкого и на 90-й минуте отметился жёлтой карточкой.
В январе 2021 года покинул столичный клуб. Спустя время подписал контракт с «Ислочью». В июне 2021 года он покинул команду по соглашению обеих сторон.
В июле 2021 года он подписал контракт до конца сезона с брестским «Динамо», однако на поле появлялся редко.
В январе 2022 года футболист перешёл в «Гомель». Дебютировал за клуб 6 марта 2022 года в матче Кубка Белоруссии против минского «Динамо». Первый матч за клуб в Высшей Лиге сыграл 3 апреля 2022 года против мозырской «Славии». Первым результативным действием отличился 7 апреля 2022 года в первом полуфинальном матче Кубка Белоруссии против «Витебска», отдав голевую передачу. По итогу полуфинальных встреч футболист вместе с клубом вышел в финал Кубка Белоруссии. Стал обладателем Кубка Белоруссии, победив в борисовский БАТЭ. Дебютный гол за клуб забил 29 июня 2022 года в матче против жодинского «Торпедо-БелАЗ». В июле 2022 года футболист вместе с клубом отправился на квалификационные матчи Лиги конференций УЕФА. Первый матч сыграл 21 июля 2022 года против греческого «Ариса», которому уступили с разницей в 4 гола. Ответный матч прошёл 27 июля 2022 года, где гомельский клуб также проиграл и покинул стадию квалификаций. В матче 24 октября 2022 года против «Ислочи» футболист отличился забитым дублем. Футболист по ходу сезона закрепился в основной команде клуба, отличившись 5 голами и результативной передачей. В январе 2023 года футболист продлил контракт с «Гомелем». Стал регулярно появляться в стартовом составе команды.
В январе 2024 года футболист перешёл в борисовский БАТЭ. В чемпионате-2024 сыграл за клуб в 29 поединках и набрал 6 (4+2) очков. В июле 2025 года новый главный тренер команды Артем Концевой сообщил о расставании с игроком. В первом круге высшей лиги сезона-2025 отыграл 14 матчей и забил 3 гола. 1 августа стал футболистом «Гомеля», вернувшись в команду спустя полтора года отсутствия . 5 августа 2025 года покинул клуб, спустя 4 дня после подписания контракта, в результате инцидента, связанного с нецензурной лексикой в адрес нового клуба. 13 августа 2025 года подписал контракт с футбольным клубом Слуцк-2024 до конца 2025 года . 

## Достижения
«Славия-Мозырь» 
- Победитель Первой лиги Белоруссии: 2018

«Гомель»
- Обладатель Кубка Белоруссии: 2021/22

## Статистика выступлений

### Клубная статистика
| Выступление      | Выступление      | Выступление      | Лига | Лига | Кубки | Кубки | Конт. кубки | Конт. кубки | Итого | Итого |
| Клуб             | Лига             | Сезон            | Игры | Голы | Игры  | Голы  | Игры        | Голы        | Игры  | Голы  |
| ---------------- | ---------------- | ---------------- | ---- | ---- | ----- | ----- | ----------- | ----------- | ----- | ----- |
| БАТЭ             | Высшая лига      | 2015             | 0    | 0    | 1     | 1     | 0           | 0           | 1     | 1     |
| БАТЭ             | Итого            | Итого            | 0    | 0    | 1     | 1     | 0           | 0           | 1     | 1     |
| → Сморгонь       | Первая лига      | 2015             | 15   | 5    | 1     | 0     | 0           | 0           | 16    | 5     |
| → Сморгонь       | Итого            | Итого            | 15   | 5    | 1     | 0     | 0           | 0           | 16    | 5     |
| Смолевичи        | Первая лига      | 2016             | 23   | 9    | 1     | 0     | 0           | 0           | 24    | 9     |
| Смолевичи        | Первая лига      | 2017             | 5    | 0    | 1     | 0     | 0           | 0           | 6     | 0     |
| Смолевичи        | Итого            | Итого            | 28   | 9    | 2     | 0     | 0           | 0           | 30    | 9     |
| Сморгонь         | Первая лига      | 2017             | 14   | 1    | 0     | 0     | 0           | 0           | 14    | 1     |
| Сморгонь         | Итого            | Итого            | 14   | 1    | 0     | 0     | 0           | 0           | 14    | 1     |
| Славия-Мозырь    | Первая лига      | 2018             | 28   | 10   | 2     | 0     | 0           | 0           | 30    | 10    |
| Славия-Мозырь    | Высшая лига      | 2019             | 25   | 4    | 1     | 0     | 0           | 0           | 26    | 4     |
| Славия-Мозырь    | Высшая лига      | 2020             | 1    | 0    | 0     | 0     | 0           | 0           | 1     | 0     |
| Славия-Мозырь    | Итого            | Итого            | 54   | 14   | 3     | 0     | 0           | 0           | 57    | 14    |
| Минск            | Высшая лига      | 2020             | 10   | 4    | 2     | 3     | 0           | 0           | 12    | 7     |
| Минск            | Итого            | Итого            | 10   | 4    | 2     | 3     | 0           | 0           | 12    | 7     |
| Всего за карьеру | Всего за карьеру | Всего за карьеру | 121  | 33   | 7     | 4     | 0           | 0           | 128   | 37    |